# Bembidion debilicolle
Bembidion debilicolle är en skalbaggsart som beskrevs av Thomas Casey. Bembidion debilicolle ingår i släktet Bembidion och familjen jordlöpare. Inga underarter finns listade i Catalogue of Life.